# ميكسامو
ميكسامو (بالإنجليزية: Mixamo)‏ شركة تكنولوجيا رسومات الحاسوب ثلاثية الأبعاد، مقرها في سان فرانسيسكو، تقوم الشركة بتطوير وبيع الخدمات المستندة إلى الويب للرسوم المتحركة ثلاثية الأبعاد للشخصيات، تم الاستحواذ عليها من قبل أدوبي على في عام 2015.

## التاريخ
تأسست ميكسامو في عام 2008 من قبل ستيفانو كورازا وناظم كريمي باعتبارها فرعًا من مختبر الحركة الحيوية بجامعة ستانفورد، وبدأت كخدمة قائمة على السحابة تقدم الرسوم المتحركة.
أطلقت أول خدمة رسوم متحركة على الإنترنت في عام 2009.
في عام 2010، عملت ميكسامو مع Evolver (software) [الإنجليزية] لتوفير الشخصيات للعملاء.
أصدرت ميكسامو خدمة التزوير التلقائي في عام 2011.
أطلقت برنامج إنشاء الشخصيات أدوبي فيوز في مارس 2014.
في 1 يونيو 2015، استحوذت أدوبي على ميكسامو .

## الرسوم المتحركة ثلاثية الأبعاد للشخصيات
توفر ميكسامو عبر الإنترنت متجرًا للرسوم المتحركة يعرض نماذج ثلاثية الأبعاد قابلة للتنزيل وتسلسلات رسوم متحركة.
تم إنشاء الرسوم المتحركة في ميكسامو باستخدام التقاط الحركة وتنظيفها بواسطة رسامي الرسوم المتحركة للإطارات الرئيسية.
تعمل جميع الرسوم المتحركة الخاصة بها مع الشخصيات التي تم إنشاؤها في أدوبي فيوز.

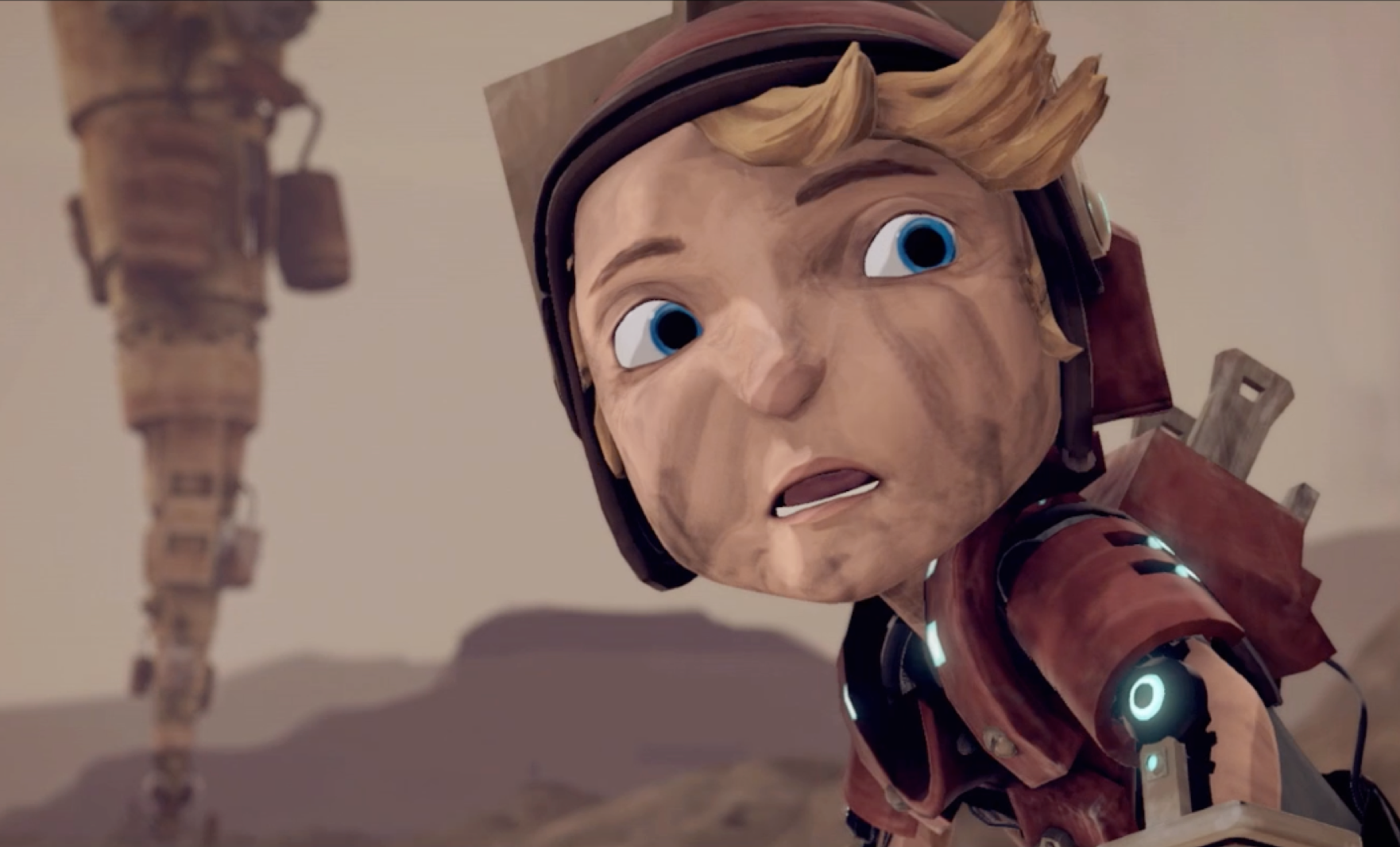
لقطة شاشة من "Unplugged": رسوم متحركة للوجه في الوقت الفعلي من كاميرا واحدة ورسوم متحركة بأشكال مختلطة تعمل في محرك ألعاب Unity.

## الرسوم المتحركة للوجه في الوقت الحقيقي
في أغسطس 2013، أصدر فيوز بلس، وهي أداة لتطوير الألعاب تتيح للمستخدمين تسجيل بيانات الرسوم المتحركة للوجه لأنفسهم باستخدام كاميرا ويب قياسية وتطبيق الرسوم المتحركة على شخصية داخل محرك يونيتي في الوقت الفعلي.
تم تضمين أدوبي فيوز لفترة وجيزة في العرض التقديمي الرئيسي في مؤتمر يونيتي في فانكوفر. تم تطوير التكنولوجيا بالتعاون مع إي إم دي. ويستخدم تسريع GPU.
تم إنشاء فيلم الرسوم المتحركة القصير "MTV Unplugged [الإنجليزية]" باستخدام تقنية فيوز بلس وفاز بالعديد من الجوائز اعتبارًا من أبريل 2014.
تم إيقاف فيوز بلس ووفقًا لمنتدى أدوبي في سبتمبر 2017 من قبل فريق Adobe JMathews.